# Claque

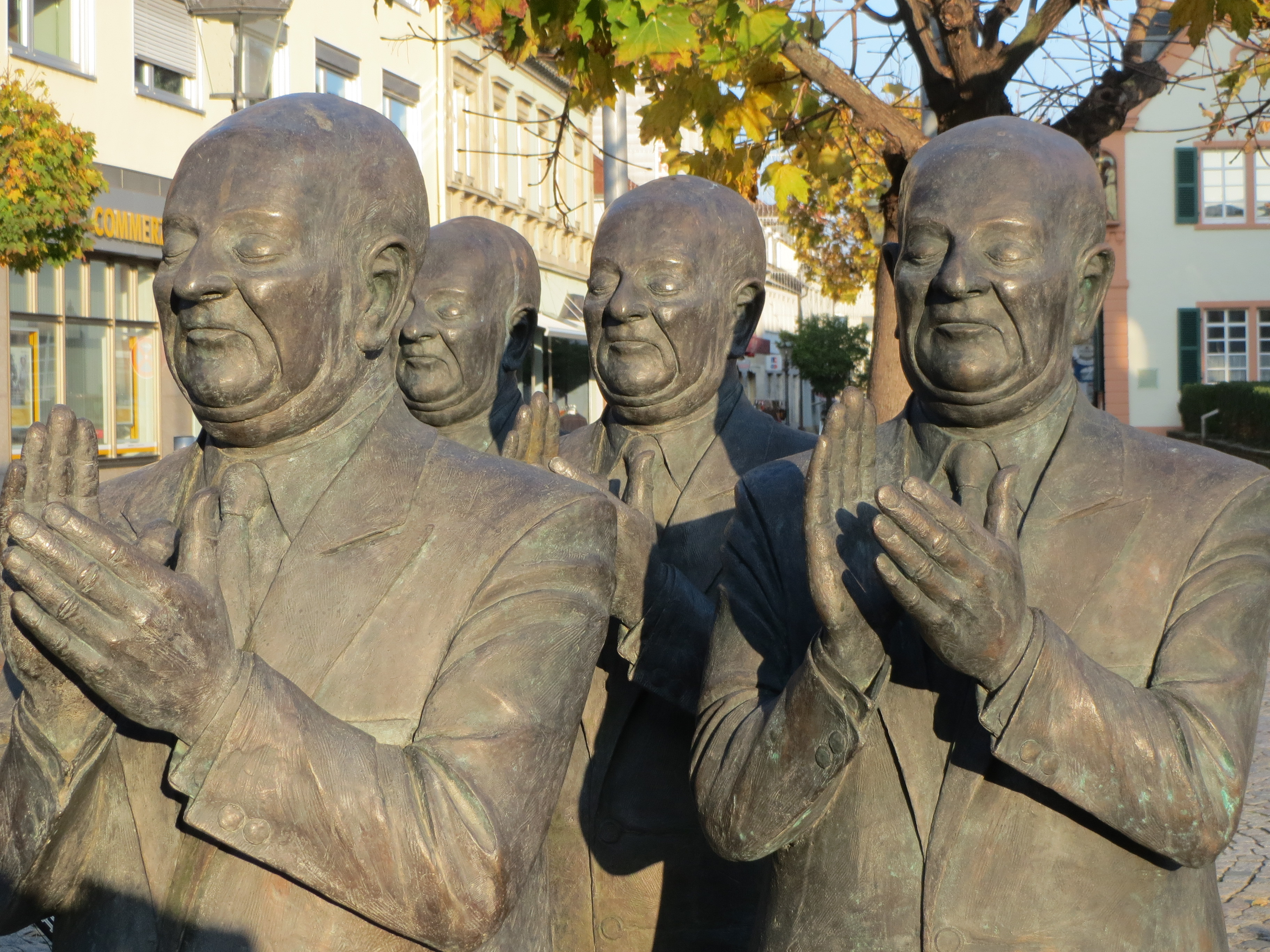
Escultura de Guido Messer dedicada a la «claque» en Schwetzingen.

Claque, clá o clac (del francés «claque», ‘bofetada’), es el nombre que de modo convencional recibe el grupo de individuos pagados para aplaudir en los espectáculos, bien como cuerpo organizado contratado en las salas de teatro y ópera, o figuradamente los que aplauden o animan a alguien de forma incondicional. A cambio pueden presenciar el espectáculo gratis (con "entrada de claque").
La practicaron, vivieron y disfrutaron muy diversos personajes de la literatura, la farándula y el espectáculo, entre los que pueden citarse Carlos Gardel, Antonio y Manuel Machado, Benito Pérez Galdós, Azorín, Jacinto Benavente, Valle-Inclán, Alberto Olmedo, Fernando Fernán Gómez y un largo etcétera.
En el siglo XXI, como tal institución ha desaparecido, pero su espíritu permanece en fenómenos de los medios como las risas enlatadas de las series de televisión, y los grupos de invitados para programas de TV cara al público, que coordinados por el regidor aplauden siguiendo el mismo proceso que las claques tradicionales.

## Historia
El ejemplo más aproximado a los objetivos y funcionamiento de la moderna claque se documenta en la antigüedad clásica, cuando el emperador Nerón, en su megalomanía, ordenó que unos cinco mil jóvenes le vitoreasen y adulasen cada vez que saliera a escena, para cantar o representar sus parlamentos como indiscutible protagonista.

### La «claque» francesa

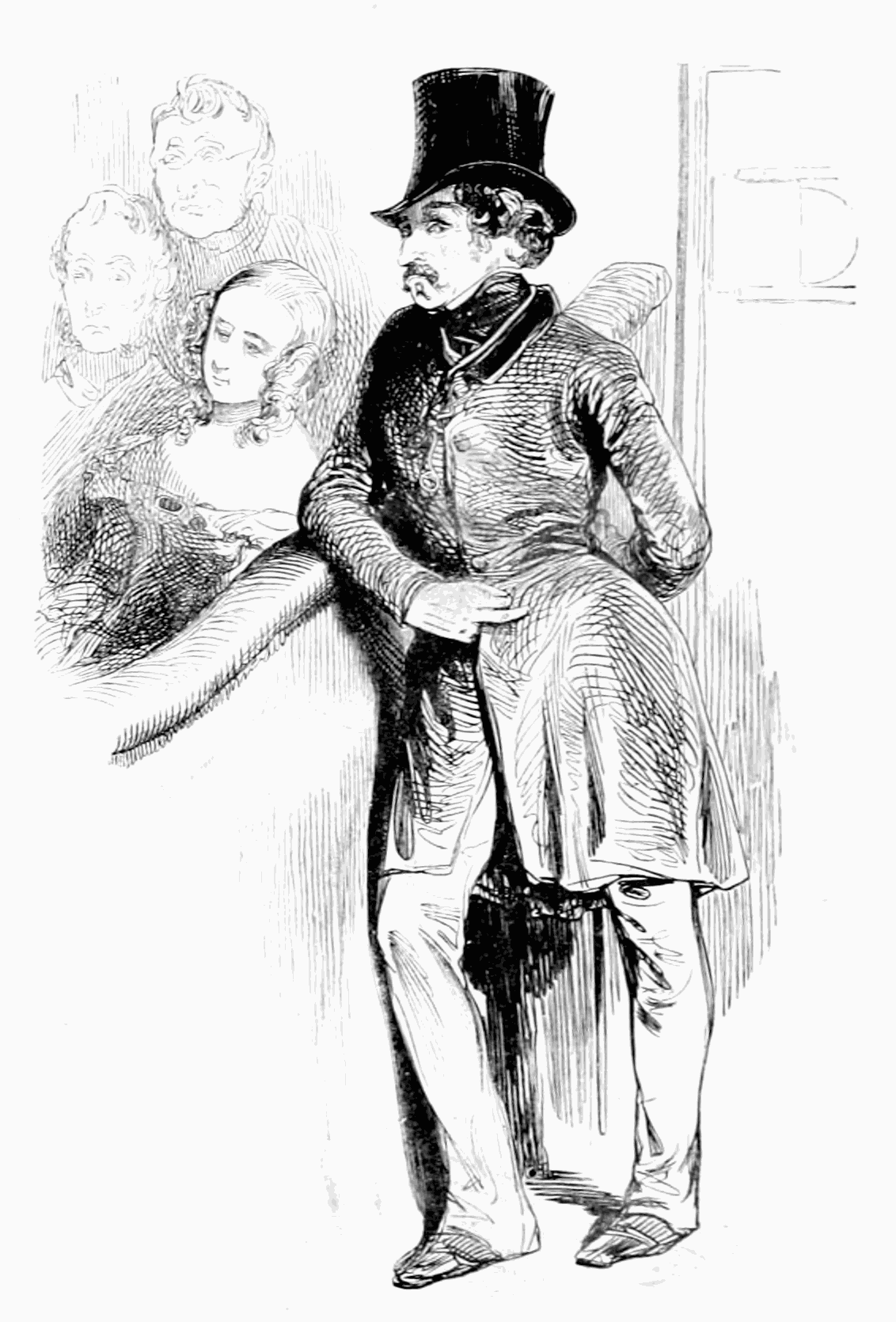
El jefe de claque Salomón «Pigeonneau», según grabado del libro Le Diable à Paris -tomo 1- de Paul Gavarni.

Al parecer, la ocurrencia de Nerón inspiró al poeta francés del siglo XVI Jean Daurat el recurso de adquirir cierta cantidad de entradas para la representación de una de sus obras, que regalaba a cambio de la promesa de un aplauso, precedente de lo que luego se llamaría 'claque' en la Europa moderna. En 1820 las claques se profesionalizaron con la apertura de una agencia en París para gestionar y proveer de 'claqueros' a los teatros o autores que solicitasen tales servicios. En apenas diez años, el procedimiento produjo la apertura de agencias no sólo en Francia, sino en otros países vecinos.
El gerente de un teatro u ópera podía solicitar cualquier número de 'aplaudidores', que solían estar bajo el mando de un chef de claque (‘jefe de aplauso’), encargado de juzgar el momento en que los esfuerzos de los claqueros eran necesarios e iniciaba la demostración de aprobación. Ésta podía adoptar varias formas. Había commissaires (‘comisarios’), que eran quienes se aprendían la obra de memoria y llamaban la atención de sus vecinos sobre los puntos claves entre un acto y otro. Los rieurs (‘reidores’) reían ruidosamente con las bromas. Los pleureurs (‘llorones’), normalmente mujeres, fingían sus lágrimas, sosteniendo sus pañuelos ante los ojos. Los chatouilleurs (‘cosquilleadores’) mantenían a la audiencia de buen humor, mientras los bisseurs (‘biseros’) tenían como misión final dar palmas y gritar «¡Bis, bis!» para asegurar las repeticiones.
Esta práctica se extendió a Italia (llegando a ser famosa la de La Scala milanesa), Viena, Londres (en la Royal Opera House) y Nueva York (en la Ópera del Metropolitan). En un aspecto más mafioso, las claques también fueron usadas como forma de extorsión; los cantantes eran contactados por el chef de claque antes de su debut para hacerle pagar cierta cantidad y bajo la amenaza de ser silbado y víctima de un pataleo si se negaba.
Como parte de la 'etiqueta concertística', compositores como Toscanini o Mahler desaconsejaban el uso de las claques. Fue usada sin escrúpulos sin embargo por sesudos enciclopedistas franceses como Voltaire, que la contrataba siempre para sus estrenos dramáticos.

### Revendedores, reventadores y clac oalabarda
Con esos nombres se diferenciaba a tres tipos de sub-gremios asociados al fenómeno del espectáculo en España a finales del siglo XIX y la primera mitad del siglo XX, descritos por el crítico Augusto Martínez Olmedilla en su Anecdotario de la farándula madrileña (1947). En el caso concreto de la claque (llamada alabarda en el argot del medio teatral), uno de sus máximos expertos, organizadores y animadores fue Gonzalo Maestre, hombre al que confiaron sus éxitos empresarios de la época como Francisco Arderíus, Luis Navas, Cándido Lara, Eduardo Yáñez o Arregui y Aruej. De una entrevista de Olmedilla con él se desprenden las siguientes máximas:
1. "sin claque habría fracaso, pues la protesta es más espontánea que la admiración";
2. "el público de pago no inicia nunca el aplauso, por miedo al ridículo";
3. "los que no pagan -gente con influencias en el gremio-, son más proclives a la crítica que a la aceptación del éxito de un colega del oficio";

Existía asimismo una claque negativa o 'de desgaste' -sin llegar al burdo fenómeno de los reventadores de estrenos- como la contratada por ejemplo por famosos empresarios como Felipe Ducazcal, con la consigna de aplaudir a destiempo, actitud que solía despertar protestas de algunos sectores del público que a su vez reforzaban cierto caos y la ruptura del ritmo del espectáculo. La labor del director de la clac empezaba en el ensayo general, en él tomaba nota de los momentos esenciales para orquestar la actuación de sus pupilos, si bien, como el mismo explicaba, había veces en que había que dejarse llevar por cierta inspiración cazando al vuelo la magia del momento en una entrada en escena imponente o un chiste que caía en gracia. Así lo expresaba Gonzalo Maestre, del que el autor Sinesio Delgado dejó escrito:
No habría tanto reyes del trimestre

si cortaran las manos a Maestre.
Hasta la década de 1970, las entradas de claque para los principales coliseos madrileños se retiraban en bares o locales cercanos al teatro. Así, por ejemplo, para el Teatro de la Zarzuela se recogían en el bar La Regional de la calle Los Madrazo, o para el teatro Eslava en el bar Caracol de la calle Arenal, y para el veterano Teatro Español, en un local del número 18 de la vecina calle Huertas.

### Gardel y Olmedo
El Cono Sur tuvo 'claqueros' que luego serían personajes míticos del espectáculo, como el tanguista Carlos Gardel, o el «capocómico» rosarino Alberto Olmedo.